# Anxiety (Cemetery-of-Scream-Lied)
Anxiety ist ein Lied der Gothic-Metal-Band Cemetery of Scream, das die Band 1995 veröffentlichte. Es erschien in der Hochphase des Genres und avancierte zu einem Clubhit.

## Hintergrund und Veröffentlichungen
Unter der produzierenden und technischen Begleitung von Piotr Łabuzek nahm Cemetery of Scream das Stück Anxiety zwischen Juli und September 1994 in dem Gamma Studio in Krakau als Teil des Albums Melancholy auf. Zur Aufnahme bestand die polnische Band aus dem Bassisten Jacek Królik, dem Schlagzeuger Grzegorz Książek, der Keyboarderin Katarzyna Rachwalik, dem Sänger Marcin Kotaś, dem Gitarristen Marcin Piwowarczyk. Es war die erste Aufnahme der Musiker in einem professionellen Studio. Der Produzent brachte sich ebenso als Gaskeyboarder in den Aufnahmeprozess ein. Weitere Gastmusiker waren die Sängerinnen Magda Jaglasz und Paulina Piwowarczyk, durch die das Stück den im Gothic Metal oft bemühten The-Beauty-and-the-Beast-Gesangsdualismus erhielt. Das Album erschien im Jahr 1995. Anxiety wurde in der Folge zu einem eigenen Erfolg als Vorzeigestück von Melancholy und Cemetery of Scream.
Anxiety erhielt das erste Musikvideo einer polnischen Doom-Metal-Band. Die Musiker sowie die beteiligte Filmcrew erwiesen sich als unsicher in der Umsetzung und wählten ein simples Setting. Das Video zeigt die Band beim Musizieren und eine zur Musik agierende Schauspielerin und Tänzerin, in Zwangsjacke und auf einem Bett. Den Innovationsgehalt und die künstlerische Aufbereitung wurde von der Band selbst als gering eingeschätzt, dennoch erreichte die Band mit dem Video internationale Reichweite. Insbesondere, dass Anxiety auf den Video-Kompilationen In Goth We Trust (A Gothic Industrial Collection) von Metal Mind Productions und Beauty in Darkness von Nuclear Blast  neben Whatever that Hurts von Tiamat und Tears of Time von Crematory präsentiert wurde trugt zur Beachtung der Band bei.

## Musik und Text
Anxiety ist laut dem Sachbuchautor Aleksey Evdokimov ein besonders eingängiges Stück Gothic Metal. Der Text steht im Albumkonzept der Melancholie und handelt „mit ungewöhnlichen Metaphern und Ansätzen des Symbolismus“ von Entfremdung. Dabei würde der Text sich wie „eine Kafka-Geschichte anfühlen, die von Edgar Allan Poe umschrieben wurde.“

„Life is running ’way against the sad Light of the Day.

The left Shreds in my Hands.

Blood in the empty, forgotten Tins.

Cut off Heads, strange Creations of the Nature.“

„Das Leben stürmt gegen das traurige Licht des Tages an.

Die übrigen Fetzen in meinen Händen.

Blut in den leeren, vergessenen Dosen.

Abgeschnittene Köpfe, seltsame Schöpfungen der Natur.“

Anxiety wurde im 4/4-Takt und im Grundton D-Dur bei einem zügigen Tempo von 162 BpM geschrieben. Das Stück gilt als emotional, energiegeladen und tanzbar. Die Musik baut auf den bekannten Ideen des Gothic Metal aus Growling, dem Gitarrenspiel eines melodischen Death Doom und atmosphärischer Elemente aus Keyboardflächen, weiblichem Gesang und einem atmosphärischen Arrangement auf. Growling und Gitarrenspiel besäßen die Wirkung einer „akustischen Umklammerung“ schrieb Evdokimov. Der beinah gesprochene Refrain und die kontrastierenden weiblichen Gesangspassagen bringen so eine befreiende Dynamik in das Stück.